# Лањон
Лањон (фр. Lannion) град је у Француској у региону Бретања, у департману Обале Армора.
По подацима из 2011. године број становника у месту је био 19920.

## Демографија
| 1962. | 1968.  | 1975.  | 1982.  | 1990.  | 2011.  |
| ----- | ------ | ------ | ------ | ------ | ------ |
| 9.479 | 12 535 | 16 867 | 16 641 | 16 958 | 19.920 |

## Партнерски градови
- Caerphilly
- Гинцбург
- Viveiro